# Františka Sívková

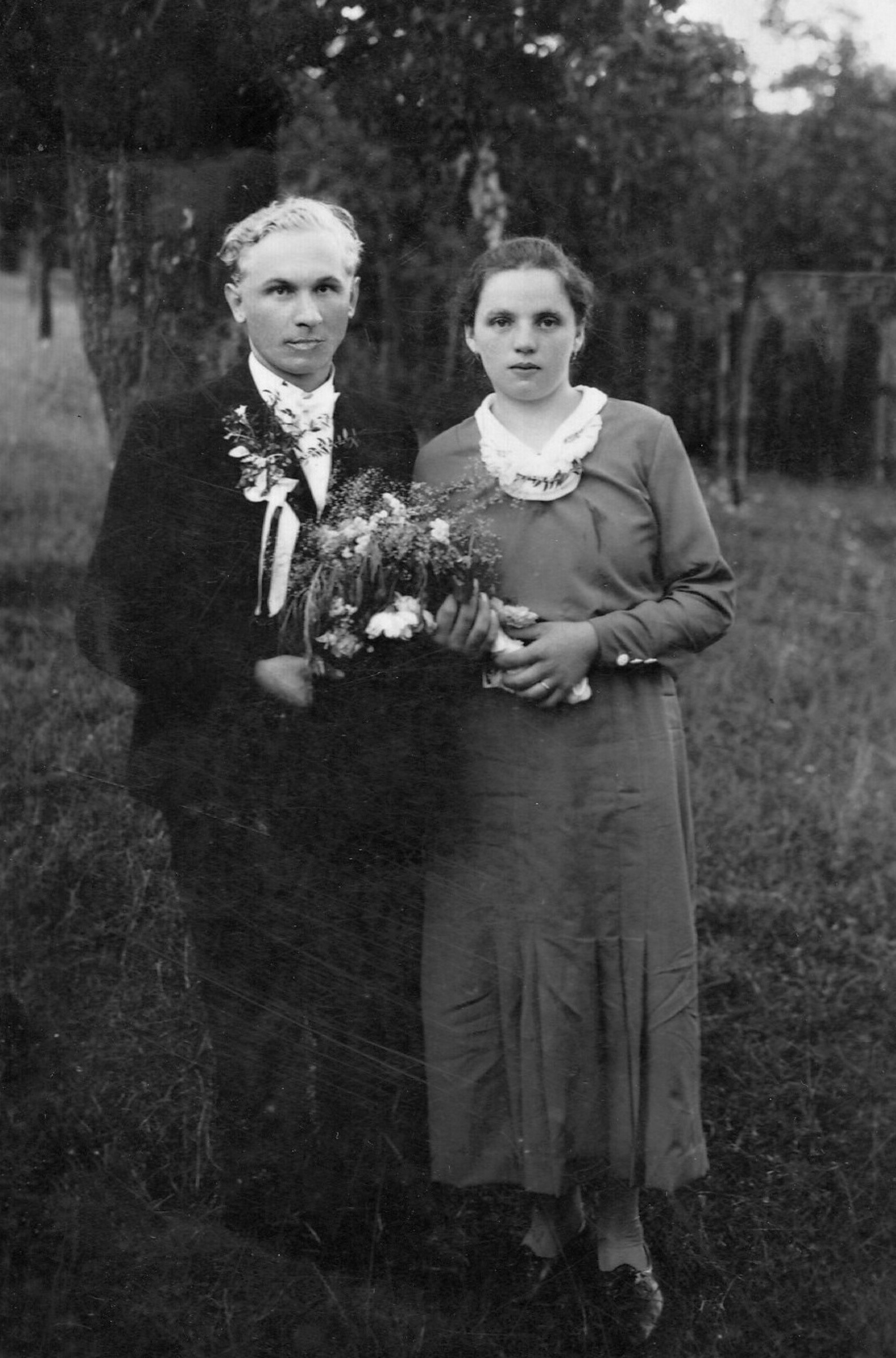
Svatební foto novomanželů Františka a Františky Sívkových

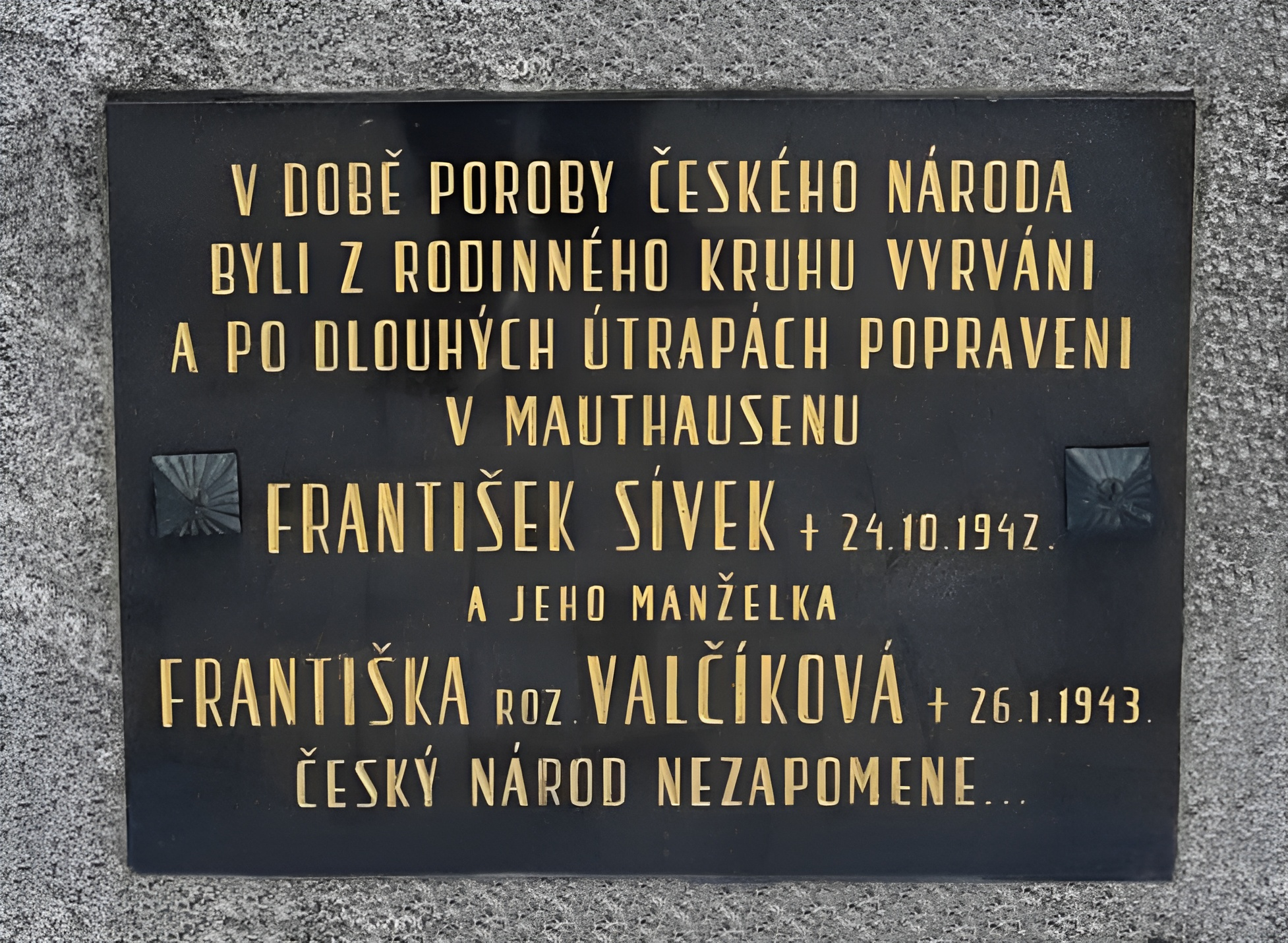
Pamětní deska na památníku obětem 1. a 2. světové války, který se nachází na hřbitově v obci Střelná (poblíž Valašských Klobouk)

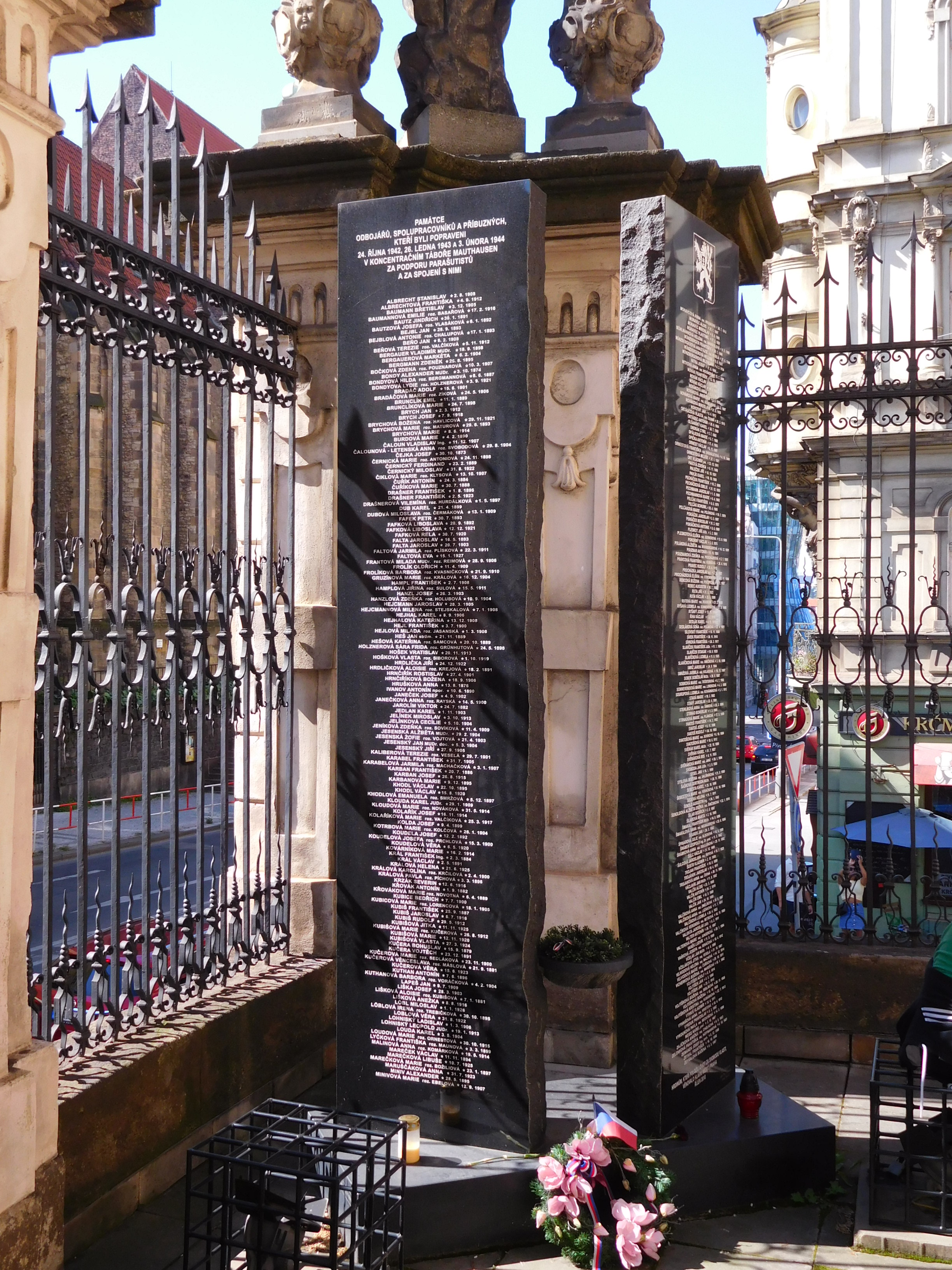
Pomník odbojářům popraveným a umučeným v souvislostí s operací Anthropoid (Resslova ulice)

Františka Sívková, rozená Valčíková (25. března 1917 Smolina, Valašské Klobouky – 26. ledna 1943 koncentrační tábor Mauthausen) byla sestrou parašutisty rotmistra Josefa Valčíka zástupce velitele výsadku Silver A.

## Život

### Rodinné poměry
Františka Sívková se narodila jako Františka Valčíková 25. března 1917 ve Smolině u Vlašských Klobouk do rozvětvené rodiny Valčíků. Jejím otcem byl Jan Valčík (1880–1942), její matkou byla Veronika Valčíková (1888–1942).

Rodiče Františky Sívkové, rozené Valčíkové
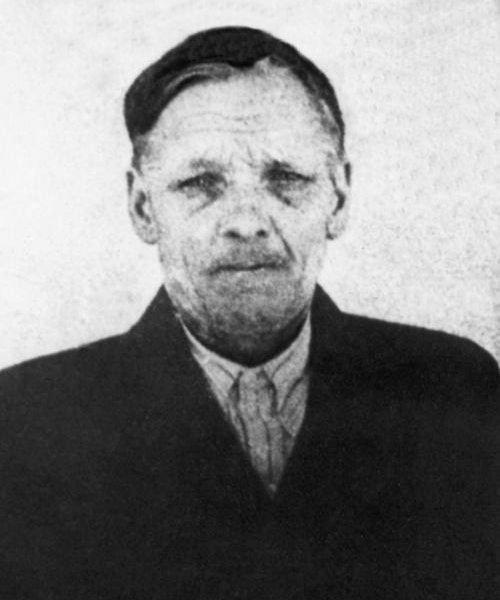
Jan Valčík
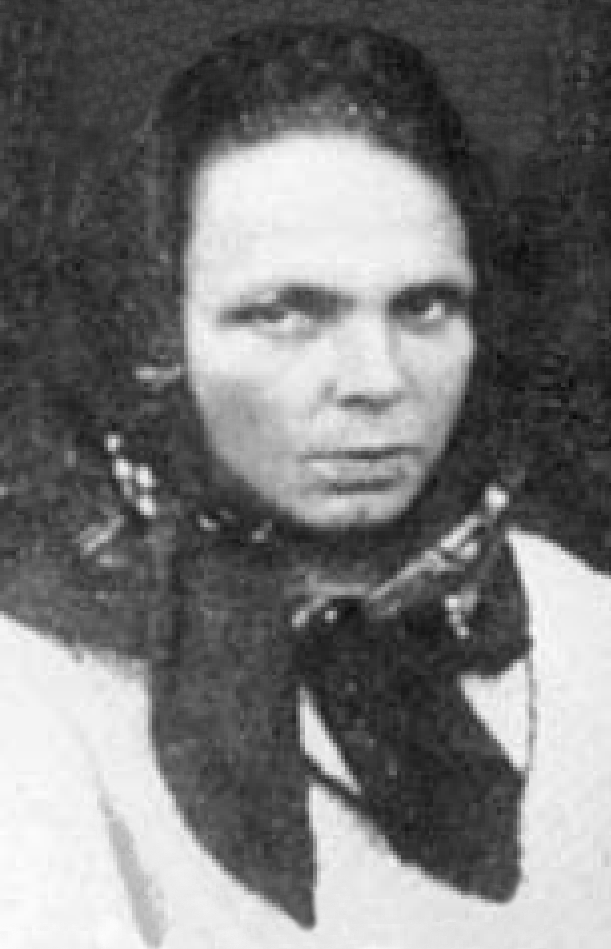
Veronika Valčíková, rozená Bětíková

Kromě staršího bratra (parašutisty) Josefa Valčíka (1914–1942) měla Františka ještě další sourozence, a sice dva starší bratry: Emila Valčíka (1909–1942) + Aloise Valčíka (1908–1942) a mladšího bratra Antonína Valčíka (1919–1942). Dále měla ještě mladší svobodnou sestru Ludmilu Valčíkovou (1923–1942) a dvě již provdané sestry: svoje dvojče Marii Kolaříkovou (rozená Valčíková; 1917–1942) a mladší Terezii Beňovou (rozená Valčíková; 1912–1942).
Františka Valčíková po sňatku s Františkem Sívkem (1910–1942) (kolem poloviny 30. let 20. století) přijala jeho příjmení (Sívková) a bydlela ve Střelné číslo popisné 71 (zde ji také zatklo gestapo 15. června 1942).

Její manžel František Sívek
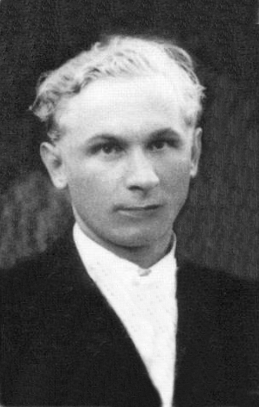
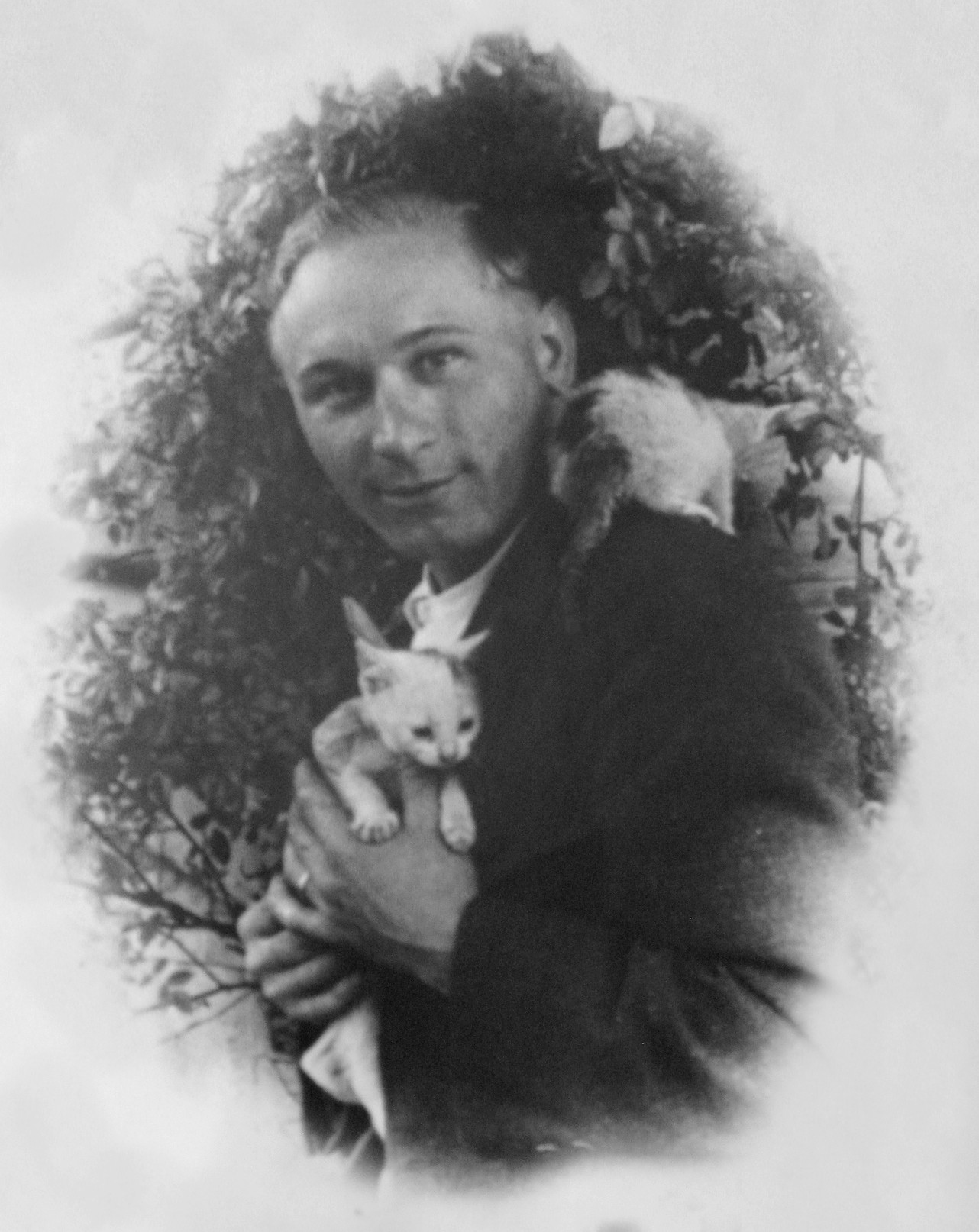

Manželé Sívkovi měli (do roku 1941) tři potomky: Martu Sívkovou, Miroslava Sívka a Stanislava Sívka. Poté, co byli jejich rodiče zatčeni a popraveni, se osiřelé trojice dětí ve Střelné ujali prarodiče. Děti byly formálně evidovány v dětském domově ve Valašských Kloboukách, ale protože nikdo nekontroloval, kde děti spí, zůstávaly bydlet u prarodičů. Německé orgány si nad nimi přesto udržovaly kontrolu tím, že se děti musely pravidelně hlásit a nesměly se nikam stěhovat.

### Okolnosti zatčení
Gestapo ani jiné německé vyšetřovací orgány (např. kriminální policie nebo Sicherheitsdienst) nikdy nedokázaly, že Františka Sívková byla zapojena jakýmkoliv způsobem do protiněmeckých ilegálních aktivit. Františka Sívková (i její choť František Sívek) byla zatčena v pondělí 15. června 1942 v obci Střelná jen z důvodu příbuzenské vazby s parašutistou rotmistrem Josefem Valčíkem. Františka byla v době zatčení těhotná a očekávala své čtvrté dítě. Zatýkání těhotné Františky Sívkové ve Střelné probíhalo tím způsobem, že ji Němci nabídli splnění jednoho posledního přání před odchodem z domova. Františka si přála naposledy vykoupat svoje dítě – Stanislava, což jí členové zatýkacího komanda povolili učinit.

### Věznění, porod, ...
Františka byla nejprve vězněna v policejní vazbě v Praze na Pankráci a poté byla odeslána do vazební věznice pražského gestapa v Malé pevnosti Terezín. Dne 29. září 1942 byla stanným soudem v Praze v nepřítomnosti odsouzena k trestu smrti. Svoje čtvrté dítě (chlapce) porodila po převozu z Malé pevnosti Terezín do Prahy dne 20. října 1942 v Praze. Necelé tři měsíce po porodu byla deportována zpět do Malé pevnosti Terezín. Následně byla 15. ledna 1943 poslána s transportem čítajícím 31 osob do koncentračního tábora Mauthausen. V koncentračním táboře Mauthausen byla umístěna v cele tzv. „bunkru“, kde čekala na popravu, která byla vykonána 26. ledna 1943. Ten den bylo v 16:15 zavražděno 15 žen v plynové komoře. (Františce Sívkové bylo 25 let). Muži (v počtu 16) byli zavražděni v odstřelovacím koutě mauthausenského bunkru ranou z malorážní pistole do týla.

## Dovětek
Její manžel František Sívek byl po zatčení v nepřítomnosti odsouzen německým stanným soudem v Praze dne 29. září 1942 k trestu smrti. O narození svého syna (20. října 1942 v Praze) se František Sívek v Mauthausenu již nedozvěděl. Trest smrti byl vykonán 24. října 1942 v odstřelovacím koutě mauthausenského bunkru ranou z malorážní pistole do týla při fingované zdravotní prohlídce. Stejným způsobem a ve stejný den byli v koncentračním táboře Mauthausen zavražděni další příbuzní parašutisty rotmistra Josefa Valčíka:
- jeho otec Jan Valčík (24. října 1880–1942);[6]
- jeho matka Veronika Valčíková (10. listopadu 1888–1942);[6]
- jeho starší bratr Alois Valčík (* 23. května 1908 – 1942);[6]
- další jeho starší bratr Emil Valčík (18. září 1909 – 1942);[6]
- jeho mladší bratr Antonín Valčík (24. března 1919 – 1942);[6]
- jeho starší sestra Terezie Beňová, rozená Valčíková, (* 5. listopadu 1912 – 1942);[6]
- jeho mladší sestra Marie Kolaříková, rozená Valčíková, (* 25. března 1917 – 1942);[6]
- jeho ještě ani ne dvacetiletá neprovdaná sestra Ludmila Valčíková (* 26. dubna 1923 – 1942).[6]

Zavražděni byli také partneři/partnerky parašutistových sourozenců. Po mrtvých zůstalo celkem 15 nezletilých sirotků, kteří skončili v dětských domovech nebo si je dočasně vzali do péče jejich vzdálenější příbuzní.

Bratři Františky Sívkové, kteří byli popraveni 24. října 1942 v KT Mauthausen
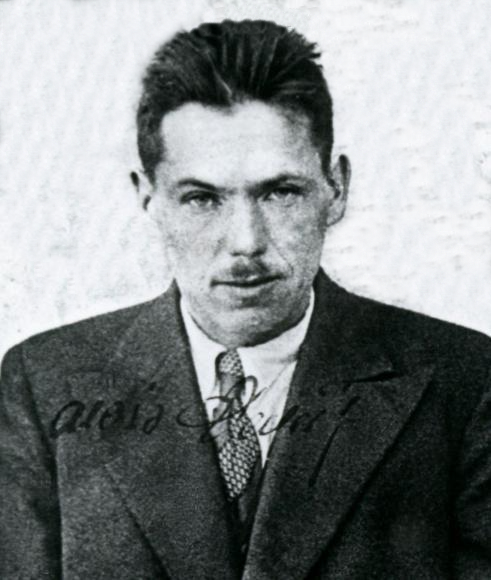
Alois Valčík
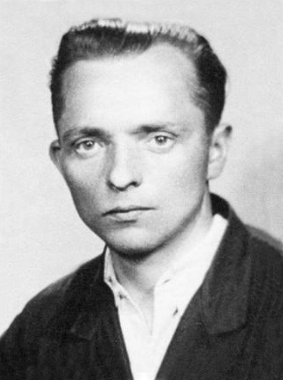
Emil Valčík
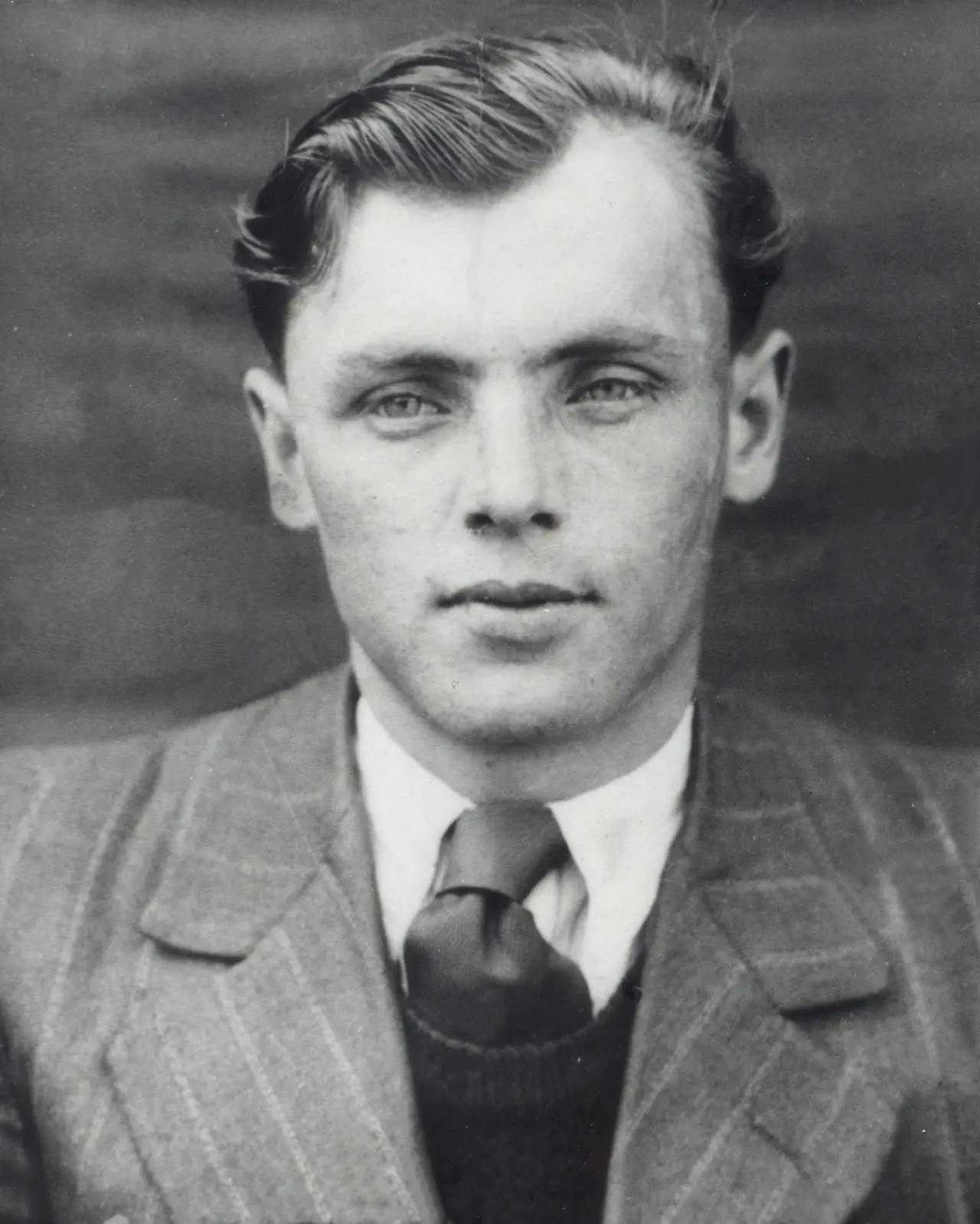
Antonín Valčík

Sestry Františky Sívkové, které byly popraveny 24. října 1942 v KT Mauthausen
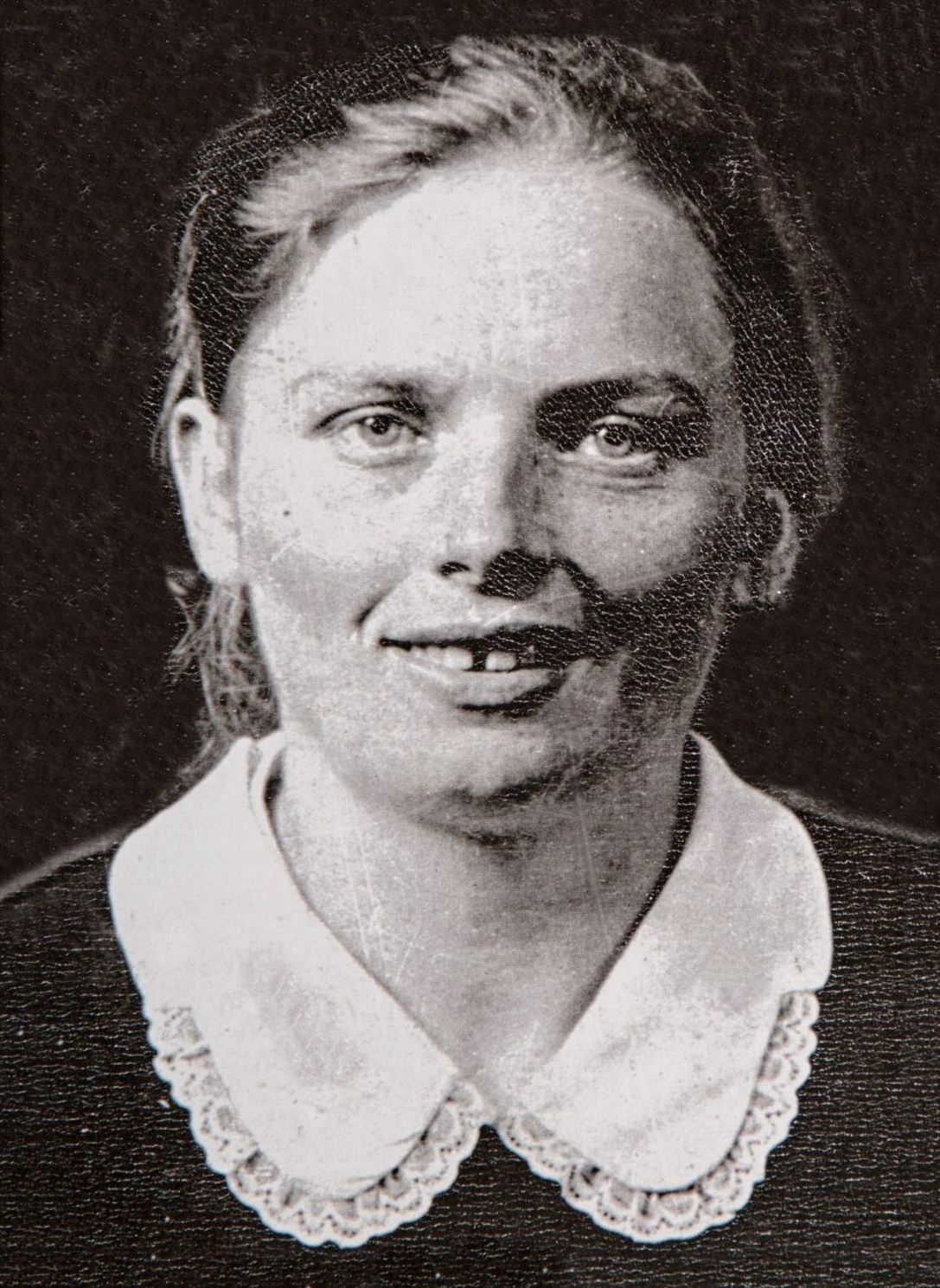
Terezie Beňová rozená Valčíková
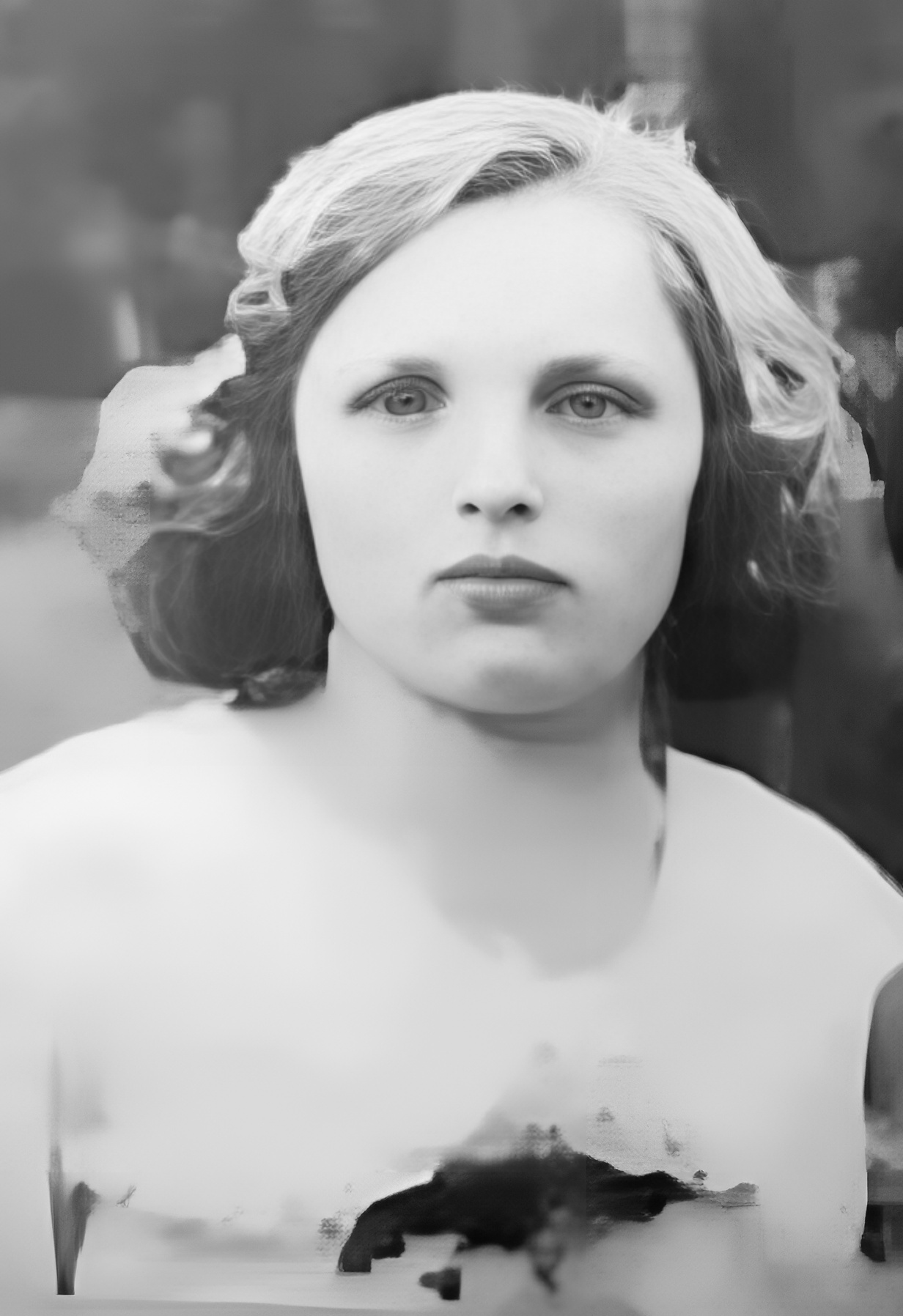
Marie Kolaříková rozená Valčíková
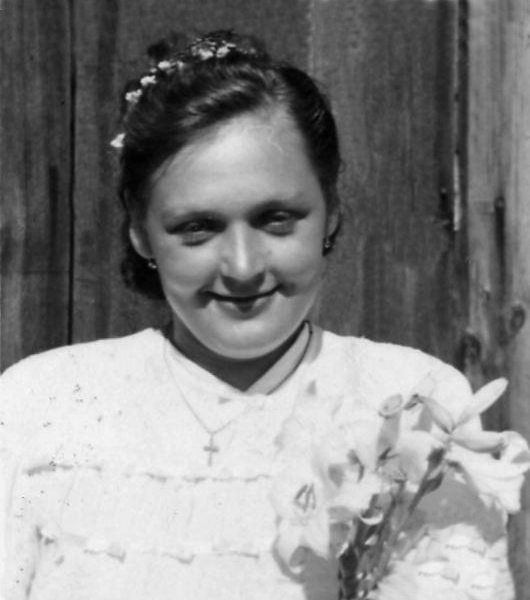
Ludmila Valčíková

Další příbuzní Františky Sívkové (popraveni 24. října 1942 v KT Mauthausen)
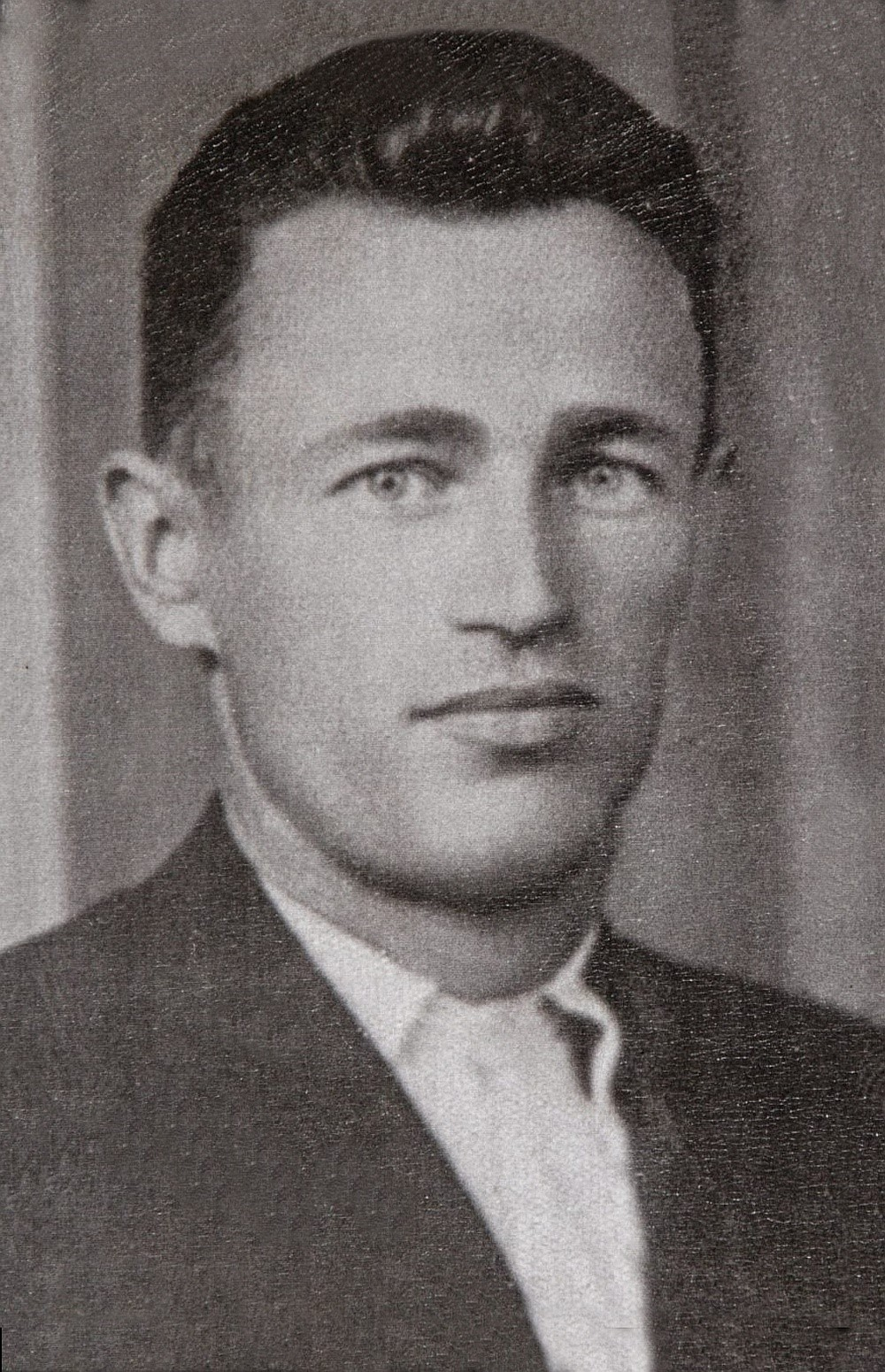
Jan Beňo – manžel Terezie Beňové, rozené Valčíkové
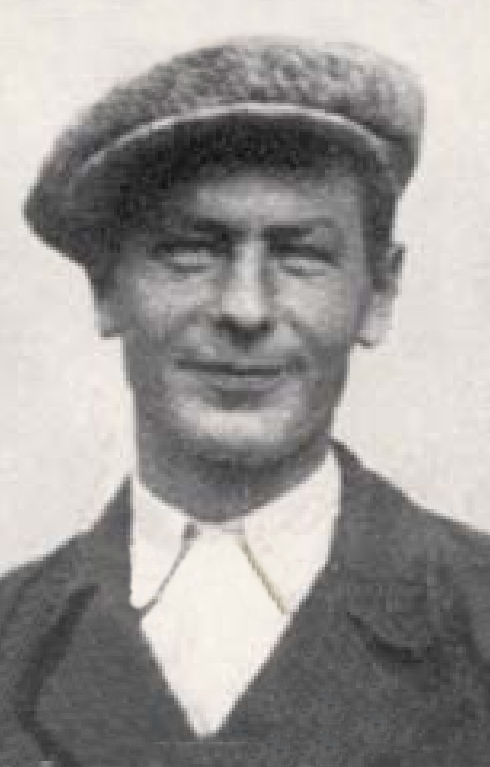
Josef Kolařík – manžel Marie Kolaříkové, rozené Valčíkové
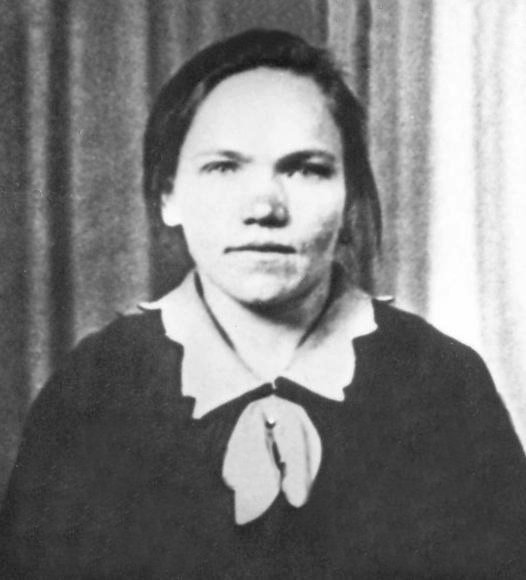
Anna Valčíková, rozená Změlíková – manželka Aloise Valčíka
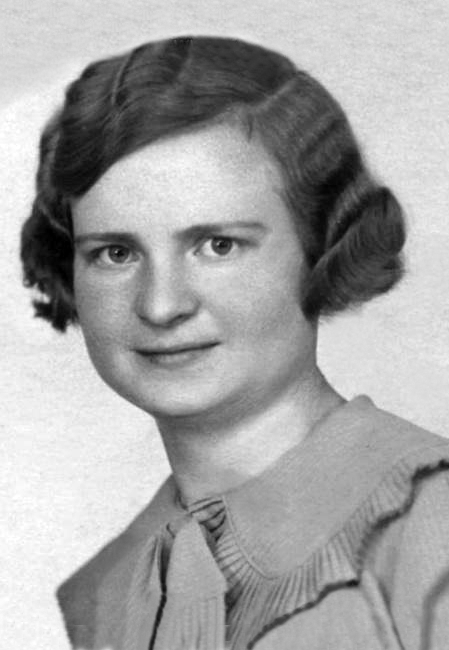
Anna Valčíková, rozená Ležáková – manželka Emila Valčíka

## Vratislav Ebr

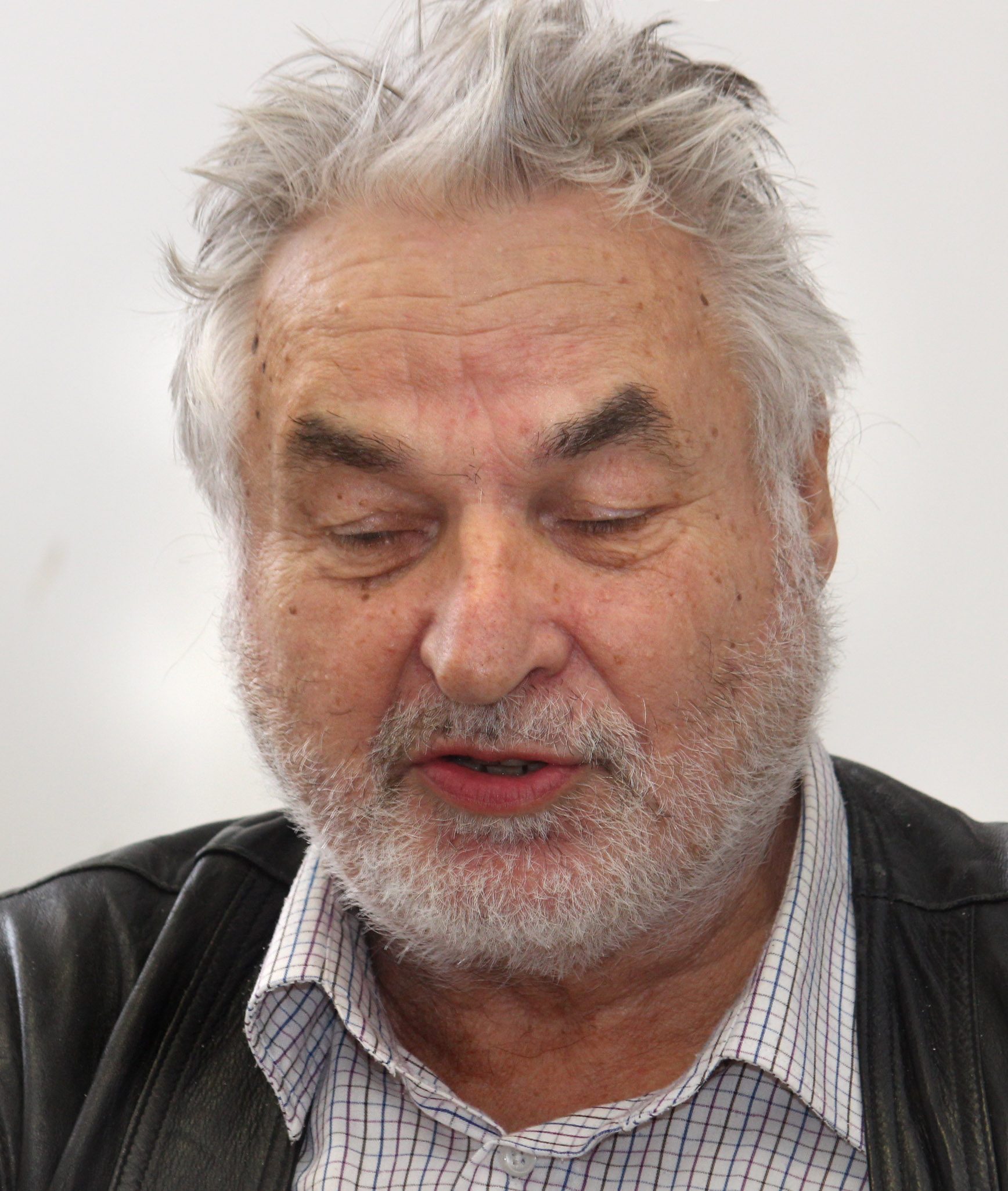
Vratislav Ebr (rok 2016)

### Okolnosti narození a pobyt v Krči
Po popravené Františce Sívkové a jejím manželu Františku Sívkovi zbyly čtyři děti: Stanislav, Miroslav, Marta a Vratislav. První tři děti přišly na svět ještě před rokem 1942, ale posledně jmenovaný chlapec se narodil jako bezejmenný své zatčené, gravidní, biologické matce Františce 20. října 1942 během jejího věznění. Po dobu necelých tří měsíců po porodu mohla matka zůstat se svým synkem, kojit ho, ale poté byla Františka odeslána přes Malou pevnost Terezín do koncentračního tábora Mauthausen Novorozeně jí tedy bylo odebráno a umístěno do kojeneckého ústavu v pražské Krči. Chlapci byla vybrána adoptivní rodina v Německu, ale když její členové zjistili, že hoch pochází z rodiny atentátníka, bylo dítě vráceno zpět do Prahy do pečovatelského domu v Krči. V dalších pokusech o umístění hocha sehrál kladou roli čas – konec druhé světové války. Bezejmenný (jen prozatímně po porodu očíslovaný) syn Františky Sívkové, synovec výsadkáře rotmistra Josefa Valčíka, byl vychováván v krčském kojeneckém ústavu do svých tří let věku (do 9. prosince 1945).

### Manželé Ebrovi
Po druhé světové válce si jej osvojili bezdětní manželé (oba vystudovaní chemici pracující v laboratoři) Ing. Stanislav Ebr a Ing. Vlasta Ebrová a dali mu (podle kalendáře a dne, kdy si jej přinesli domů, tj. na Vratislava, 9. prosince 1945) jméno Vratislav Ebr. Vratislav prožil s adoptivními rodiči „jedináčkovské“ dětství ve vilové čtvrti v Praze 6 v rodinné vile Erbových na Hanspaulce. Cit pro umění a estetiku v něm jeho adoptivní rodiče pěstovali odmala, od první třídy hrál Vráta loutkové divadlo a navštěvoval dramatický kroužek. O svém skutečném (biologickém) původu se od své adoptivní matky šestnáctiletý Vratislav dozvěděl až v roce 1957, kdy dokončoval knihkupeckou školu, podával přihlášku na DAMU a byl nucen přiložit k ní i svůj podrobný životopis.

### Studia a začátky v profesi
Studium na DAMU Vratislavovi sice nevyšlo, ale absolvoval knihkupeckou školu a později ještě Stření knihovnickou školu. Jako vystudovaný knihkupec zastával funkci vedoucího (v letech 1961 až 1967) v Knihkupectví mladých Na Příkopě 24. Z této „mládežnické“ prodejny přešel do nakladatelství Československý spisovatel, kde zažil obsazení budovy Československého spisovatele během okupace vojsky Varšavské smlouvy v srpnu 1968. A byl to také Vratislav Ebr, kdo se stal dne 16. ledna 1969 jedním z několika očitých svědků upálení studenta historie a politické ekonomie Filozofické fakulty Univerzity Karlovy Jana Palacha v horní části Václavského náměstí v Praze. V nakladatelství Československý spisovatel působil Ebr krátce, chtěl se vrátit za pult knihkupectví a tak posléze pracoval v několika knihkupectvích v Praze. Knihkupectví na Smíchově převzal v roce 1969.

### Arbesovo knihkupectví v Praze na Smíchově
V 80. letech 20. století se Vratislav Ebr stal známým pražským knihkupcem. Patřil mezi zakladatele Arbesova knihkupectví na pražském Smíchově, když se mu podařilo prosadit změnu jména knihkupectví (Kniha národní podnik 11 0502, hlavního města Prahy) na Arbesovo knihkupectví.

### Po sametové revoluci
Po sametové revoluci Arbesovo knihkupectví vedl v letech 1997 až 2004 jako soukromník. Ebr byl autorem či spoluautorem desítek publikací. Jeho osobní příběh zachytila spisovatelka Marie Formáčková v knize Narozen na popravišti. Vratislav Ebr – knihkupec, vedoucí Arbesova knihkupectví, herec, divadelník a spisovatel – zemřel 13. listopadu 2023 ve věku 81 let.

## Sourozenci V. Ebra
Se svými třemi staršími biologickými sourozenci Sívkovými (Stanislavem, Miroslavem a Martou), kteří vyrostli po druhé světové válce také v náhradních rodinách a kteří o existenci svého nejmladšího bratra Vratislava nevěděli, se počátkem 60. let 20. století seznámil, stali se dobrými přáteli a začal se s nimi také setkávat:
- Jeho sestra Marta Sívková (provdaná Matějková) vyrůstala (a žila) u pěstounů Navrátilových a pracovala jako sestra v nemocnici na Bulovce. Byl to právě její manžel, komu se podařilo Vratislava vyhledat a kontaktovat;[29][30]
- jeho bratr Miroslav Sívek bydlel v pražských Vršovicích, zabýval se sportovní střelbou. Vyrůstal v rodině Moků, která vlastnila před rokem 1948 (a po sametové revoluci v restituci navrácenou) pilu na Příbramsku;[30][p. 2]
- jeho bratr Stanislav Sívek žil v Semilech.[30]

V roce 2007 udělilo zastupitelstvo obce Střelná čestné občanství Miroslavu, Martě i Stanislavovi. Z původní rodiny se Vratislav Ebr stýkal také se svou starší sestřenicí Vlastou Tkadlecovou z Křekova u Valašských Klobouků, která žije nedaleko Smoliny.

## Připomínky
- Její jméno („Sívková Františka *25.3.1917“) i jméno jejího chotě (Sívek František *30.11.1910) je uvedeno na pomníku při pravoslavném chrámu svatého Cyrila a Metoděje (adresa: Praha 2, Resslova 9a). Pomník byl odhalen 26. ledna 2011 a je součástí Národního památníku obětí heydrichiády.[2][3][40]
- Na hřbitově v obci Střelná se nachází pomník věnovaný obětem 1. a 2. světové války a komunismu.[1] Na pomníku je na pamětní desce mezi výčtem obětí let 1939 až 1945 jmenován manžel Františky Sívkové (SÍVEK FRANTIŠEK Č 71 / 1910 POPRAVEN 1942) i jeho žena Františka Sívková (SÍVKOVÁ FRANTIŠKA Č 71 / 1917 POPRAVENA 1943).[1] Osud manželů Sívkových je připomenut na jiném místě doprovodné pamětní desky ještě podrobněji tímto textem: V DOBĚ POROBY ČESKÉHO NÁRODA / BYLI Z RODINNÉHO KRUHU VYRVÁNI / A PO DLOUHÝCH ÚTRAPÁCH POPRAVENI / V MAUTHAUSENU / FRANTIŠEK SÍVEK † 24.10.1942 / A JEHO MANŽELKA / FRANTIŠKA ROZ. VALČÍKOVÁ † 26.1.1943 / ČESKÝ NÁROD NEZAPOMENE.[1]
- Její jméno („Františka Sívková 25.3.1917 Smolin, okr. Gottwaldov 24.10.1942 Mauthausen jiné“) je uvedeno v soupisech jmen, které jsou součátní památníku 2. světové války. Tento památník se nachází u výjezdu z obce Hrabyně (okres Opava, kraj Moravskoslezský) směr Opava. Nápis obsahuje chybné datum úmrtí (správně má být 26. ledna 1943).[41][42][43]